# Argentyna na Letnich Igrzyskach Olimpijskich 1932
Argentynę na X Letnich Igrzyskach Olimpijskich w Los Angeles reprezentowało 33 sportowców w 7 dyscyplinach. Był to 6 start Argentyńczyków na letnich igrzyskach olimpijskich.

## Zdobyte medale
| Medal  | Zawodnik           | Dyscyplina sportowa | Konkurencja      |
| ------ | ------------------ | ------------------- | ---------------- |
| Złoto  | Carmelo Robledo    | Boks                | waga piórkowa    |
| Złoto  | Santiago Lovell    | Boks                | waga ciężka      |
| Złoto  | Juan Carlos Zabala | Lekkoatletyka       | maraton mężczyzn |
| Srebro | Amado Azar         | Boks                | waga średnia     |